# 云南志
《云南志》，唐朝安南经略使从事樊绰在咸通四年（863年）编的南诏史志，共十卷，又名《蛮书》、《南夷志》、《南蛮记》。
记载唐代云南地区和邻近东南亚各国的民族、物产、风俗、政治、文化的一部重要典籍。

## 内容
- 第一 云南界内程途
- 第二 山川江源
- 第三 六诏
- 第四 名类
- 第五 六
- 第六 云南城镇
- 第七 云南管内物产
- 第八 蛮夷风俗
- 第九 南蛮条教
- 第十 南蛮疆界接连诸蛮夷国名

## 版本
- 《永乐大典》
- 《四库全书》
- 《武英殿聚珍版》
- 《琳琅秘书从书》
- 《渐西村舍从书》
- 《云南备征志》
- 《知不足斋》
- 《蛮书校注》 向达校注 中华书局 1962年（2018年重印）